# Ogilvie (Mid West)
Ogilvie is een plaats in de regio Mid West in West-Australië
Het maakt deel uit van het lokale bestuursgebied (LGA) Shire of Northampton, een landbouwdistrict met Northampton als hoofdplaats.
Ogilvie ligt nabij de North West Coastal Highway, 502 kilometer ten noordnoordwesten van de West-Australische hoofdstad Perth, 103 kilometer ten zuidoosten van Kalbarri en 33 kilometer ten noordoosten van Northampton. 
In 2021 telde Ogilvie 56 inwoners, tegenover 110 in 2006.